# Interdialekt
Interdialekty (nadnářečí, zřídka polonářečí nebo obecná nářečí) jsou posledními vývojovými stadii dialektů. Vznikají jednak stíráním největších nářečních rozdílů mezi několika sobě blízkými nářečími a zároveň posilováním jejich (v určitém větším regionu) společných rysů, jednak pronikáním spisovného jazyka do tradičních nářečí. Tvořit se začaly přibližně od konce 18. století. Někdy se pro interdialekt používá označení koiné, což je původně označení pro helénistickou řečtinu, která se jako řecký interdialekt stala lingvou frankou Středomoří (je jí psán také Nový zákon). Pojmem koiné se rozumí zpravidla interdialekt, který se výrazně šíří mimo svou původní domovskou oblast a získává status obecně přijímaného komunikačního útvaru. V češtině bývá jako koiné označována obecná čeština. V jiných lingvistických tradicích se na označování takových postdialektálních variet používá také termín regiolekt.
V Čechách je takovým interdialektem obecná čeština vzniklá nivelizací původních nářečí z české nářeční skupiny. Vychází ze středočeského nářečí a obsahuje hláskoslovné a tvaroslovné prvky společné většině dialektů používaných na území Čech. Jakožto "přirozeně užívaný neformální jazyk" je užívána většinou obyvatel Čech a okrajových oblastí jižní a západní Moravy. Vlivem především zábavních masových médií, ve kterých její modifikovaná varianta plní funkci primární komunikativní variety jazyka se ale šíří i na Moravu a do českého Slezska, kde je však, přes všechna výše uvedená fakta, dodnes velkou částí veřejnosti vnímána jako prvek cizorodý a její užívání ve formálním, veřejném, případně i neveřejném vystupování je pociťováno, v protikladu k situaci v Čechách, jako nevhodné či nepřístojné.
Na území Moravy, českého Slezska a okrajových oblastí jižních a východních Čech existují interdialekty tři, rozdíly mezi nimi se dají ilustrovat např. na větě Dej mouku ze mlýna na vozík.
- Interdialekt středomoravský (dříve hanácký) - střed Moravy: Dé to móko (tu móku) ze mléna (młéna) na vozék.
- Interdialekt východomoravský (dř. moravskoslovenský) - východní Morava: Daj tú múku ze mlína (młýna, muína) na vozík.
- Interdialekt slezský (dř. lašský) - Slezsko, severní Morava: Daj tu muku ze młyna na vuzek (voźik).[7]

Za interdialekt se někdy považuje též těšínské nářečí.